# Mikel Lasa
Mikel Lasa Goikoetxea (Legorreta, 9 settembre 1971) è un ex calciatore spagnolo, di ruolo difensore.

## Carriera

### Club
Cresce nelle giovanili della Real Sociedad, squadra con la quale debutta con la squadra riserve nella stagione 1988-1989. Lo stesso anno viene "promosso" alla prima squadra, allenata da John Benjamin Toshack, con cui debutta nella Primera División, non ancora diciottenne, nel campionato 1988-1989. Per cinque stagioni veste la maglia della società di San Sebastian collezionando 77 presenze.
Segnalatosi come giovane talento, nella stagione 1991-92 viene acquistato dal Real Madrid per una cifra di 1,7 milioni di euro. Con le merengues resta cinque anni, durante i quali vince due scudetti, una Coppa del Re ed una Supercoppa di Spagna.
Nell'estate 1997 passa all'Athletic Bilbao, con cui ottiene un secondo posto in campionato.
Nel 2001 viene ceduto al Real Murcia, in cui milita per un paio di stagioni, per chiudere poi la carriera l'anno successivo nel Ciudad de Murcia.

### Nazionale
Dopo aver fatto la trafila nelle selezioni giovanili spagnole, debutta con le Furie rosse il 24 febbraio 1993, in Spagna-Lituania 5-0.
Con la nazionale olimpica ha conquistato la medaglia d'oro nei Giochi della XXV Olimpiade disputati a Barcellona.
Conta anche 3 presenze con la Selezione di calcio dei Paesi Baschi.

## Palmarès

### Club

#### Competizioni nazionali
- Coppa di Spagna: 1

Real Madrid: 1992-1993
- Supercoppa di Spagna: 1

Real Madrid: 1993
- Campionato spagnolo: 2

Real Madrid: 1994-1995, 1996-1997

#### Competizioni internazionali
- Coppa Iberoamericana: 1

Real Madrid: 1994

### Nazionale
- Oro olimpico: 1

Barcellona 1992